# 勞勃·杜瓦
罗伯特·塞尔登·杜瓦尔（英語：Robert Selden Duvall，1931年1月5日—）美國加州聖地牙哥人，是美国1970年代至2000年代著名演技派男影星，1983年以《憐情蜜意》榮獲奧斯卡最佳男主角獎。

## 生平
罗伯特·杜瓦尔據稱是南北戰爭聯盟軍名將羅伯特·李的後代。他本人是美國共和黨支持者。

## 作品
- 1962年：《怪屋疑雲》（To Kill a Mockingbird，出道作品）
- 1970年：《風流軍醫俏護士》（MASH）
- 1972年：《教父1》 - 提名奧斯卡最佳男配角、提名英國電影學院獎最佳男配角
- 1974年：《教父2》
- 1976年：《螢光幕後》(Network) - 提名英國電影學院獎最佳男配角
- 1979年：《現代啟示錄》 - 英國電影學院獎最佳男配角、金球獎最佳電影男配角、提名奧斯卡最佳男配角
- 1979年：《霹靂上校》 - 提名奧斯卡最佳男主角
- 1983年：《憐情蜜意》 - 奧斯卡最佳男主角、金球獎最佳戲劇類電影男主角
- 1990年：《霹靂男兒》
- 1992年：《紅潮怒吼（英语：Stalin (1992 film)）》
- 1993年：《怒火风暴》（Falling Down）
- 1996年：《真愛一生》(The Scarlet Letter )
- 1996年：《第三類奇蹟》(The Phenomenon )
- 1998年：《法網邊緣》（A Civil Action）
- 2000年：《驚天動地60秒》（Gone in Sixty Seconds）
- 2000年：《彗星撞地球》（Deep Impact）
- 2003年：《戰地中聲》（Gods and Generals）
- 2003年：《盛夏獅王》（Secondhand Lions）
- 2009年：《請來參加我的告別式》（Get Low）
- 2012年：《神隱任務》("Jack Reacher")
- 2014年：《大法官》（The Judge）- 提名奧斯卡最佳男配角、提名金球獎最佳電影男配角
- 2015年：《野馬》（Wild Horses）
- 2016年：《勝負未決》（In Dubious Battle）
- 2018年：《寡婦》（Widows）

## 延伸閱讀
- Mancin, Elaine; Thomas, Nicholas, ed. . International Dictionary of Films and Filmmakers: Actors and Actresses (St. James Press). 1992: 313–315.

## 外部連結
- 勞勃·杜瓦在互联网电影资料库（IMDb）上的資料（英文）
- 互聯網百老匯資料庫（IBDB）上勞勃·杜瓦的資料（英文）
- 互联网外百老汇数据库（IOBDB）上勞勃·杜瓦的資料（英文）
- Political contributions of Robert Duvall
- 'Napalm' speech tops movie poll The BBC （页面存档备份，存于）